# 月読神社 (京都市)

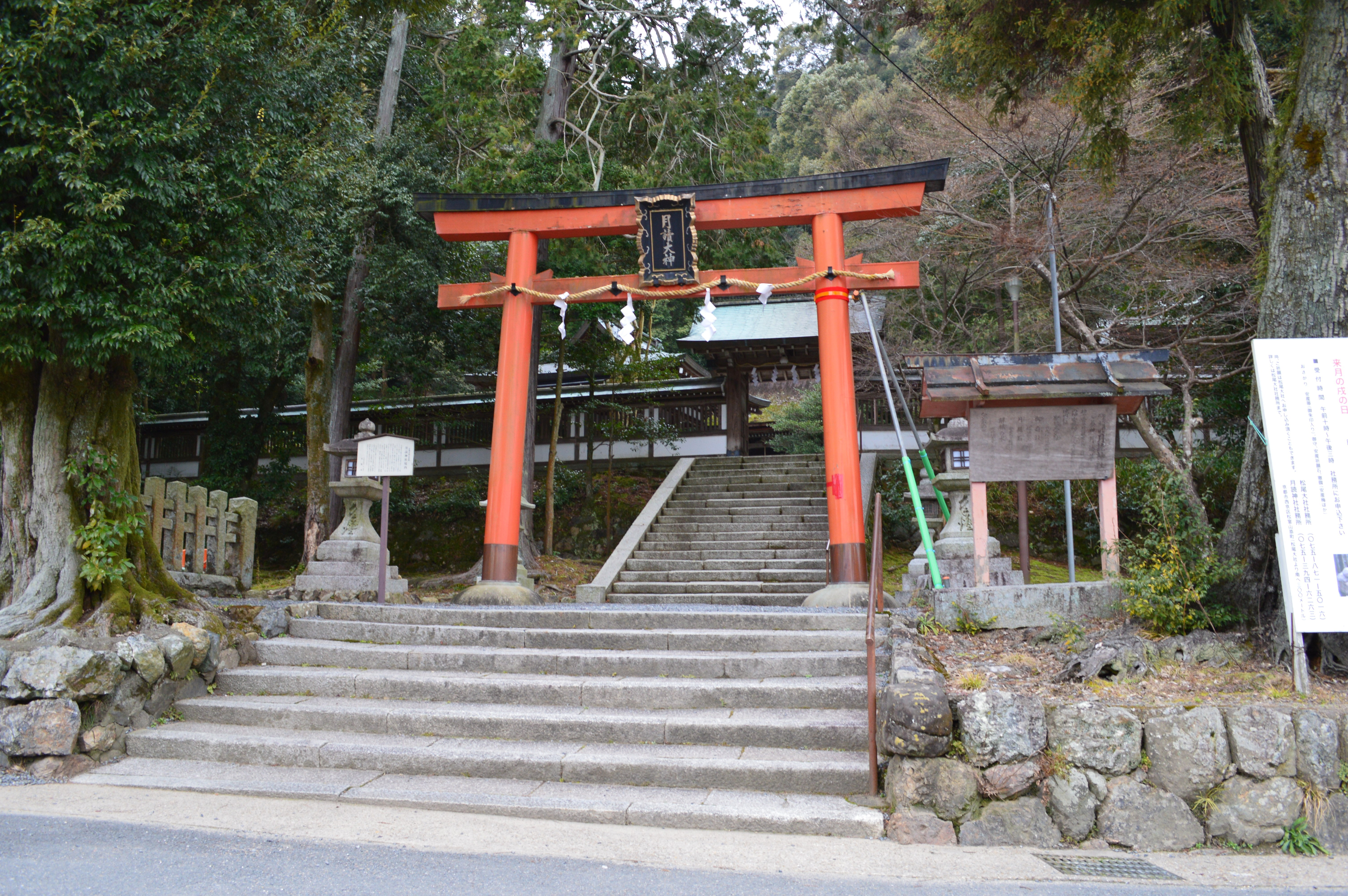
鳥居

月読神社（つきよみじんじゃ、月讀神社）は、京都市西京区にある神社。式内社（名神大社）で、現在は松尾大社摂社。
「松尾七社」の一社。松尾大社の南400メートルの地に鎮座する。

## 祭神
現在の祭神は次の1柱。
- 月読尊（つきよみのみこと）

一般にツクヨミ（月読尊）は、『古事記』『日本書紀』の神話においてアマテラス（天照大神）の兄弟神として知られるが、月読神社祭神の神格はその記紀神話とは別の伝承で伝えられた月神であると考えられている。『日本書紀』顕宗天皇3年2月条における月読神社の創建伝承では、高皇産霊（タカミムスビ）を祖とする「月神」は壱岐県主（いきのあがたぬし）に奉斎されたとある。また『先代旧事本紀』では、「天月神命」の神名で壱岐県主祖と見える。これらから、当社祭神の神格は海人の壱岐氏（いきうじ）によって祀られた月神（海の干満を司る神）と推定される。また別の神格として、壱岐氏が卜部を輩出したことから亀卜の神とする説もある。
関連して、『日本書紀』顕宗天皇3年4月条では対馬下県直が奉斎した「日神」の記載があるが、こちらもまたアマテラスとは異なる太陽信仰を出自とする神とされる。同条では、月神と同様にこの日神も高皇産霊を祖とすると記されている。

### 山城国の月神
桂川と合流する綴喜郡の木津川流域には、隼人との関係が推測される月讀神社や樺井月神社が、保津川を通じて葛野郡に隣接する丹波国桑田郡には小川月神社が存在するなど、桂川周辺には月神を奉祀する信仰の遺跡が広範に確認できる。『山城国風土記』逸文に、その事実を示す「桂里」の地名由来神話がある。「桂里」は『和名抄』に見えず、当該記事は古風土記のものではなく後世に述作された可能性が高いとされる。月と桂を結び付ける観念自体は古代中国に存在するものであるから、これが「葛」や「楓」をあてていたカツラの地名を「桂」の表記に固定化させていった過程に誕生した神話であると考えられる。そして、上に挙げた幾つかの神社を拠点に、強固な月神信仰の繁栄した結果であり、山背への月読分祀の背景には，単なる葛野の月読神社という1神社の移遷に留まらない、大規模な動きがあったと考えられる。

## 歴史

### 創建
『日本書紀』によれば、顕宗天皇（第23代）3年に任那への使者の阿閉臣事代（あへのおみことしろ）に月神から神託があり、社地を求められた。朝廷はこの月神に対して山背国（山城国）葛野郡の「歌荒樔田（うたあらすだ）」の地を奉り、その祠を壱岐県主祖の押見宿禰が奉斎したという。以上の記事が当社の創建を指すと一般に考えられている。この月神は、通説では元々壱岐国の式内社である月読神社から分祠されたものであるとされる。その後『日本文徳天皇実録』によれば、斉衡3年（856年）に水害の危険を避けるため月読社は「松尾之南山」に遷座されたといい、以後現在まで当地に鎮座するとされる。このほか『山城国風土記』逸文によれば、月読尊が保食神のもとを訪れた際、その地にあった桂の木に憑りついたといい、「桂」の地名はこれに始まるという説話が記されている。

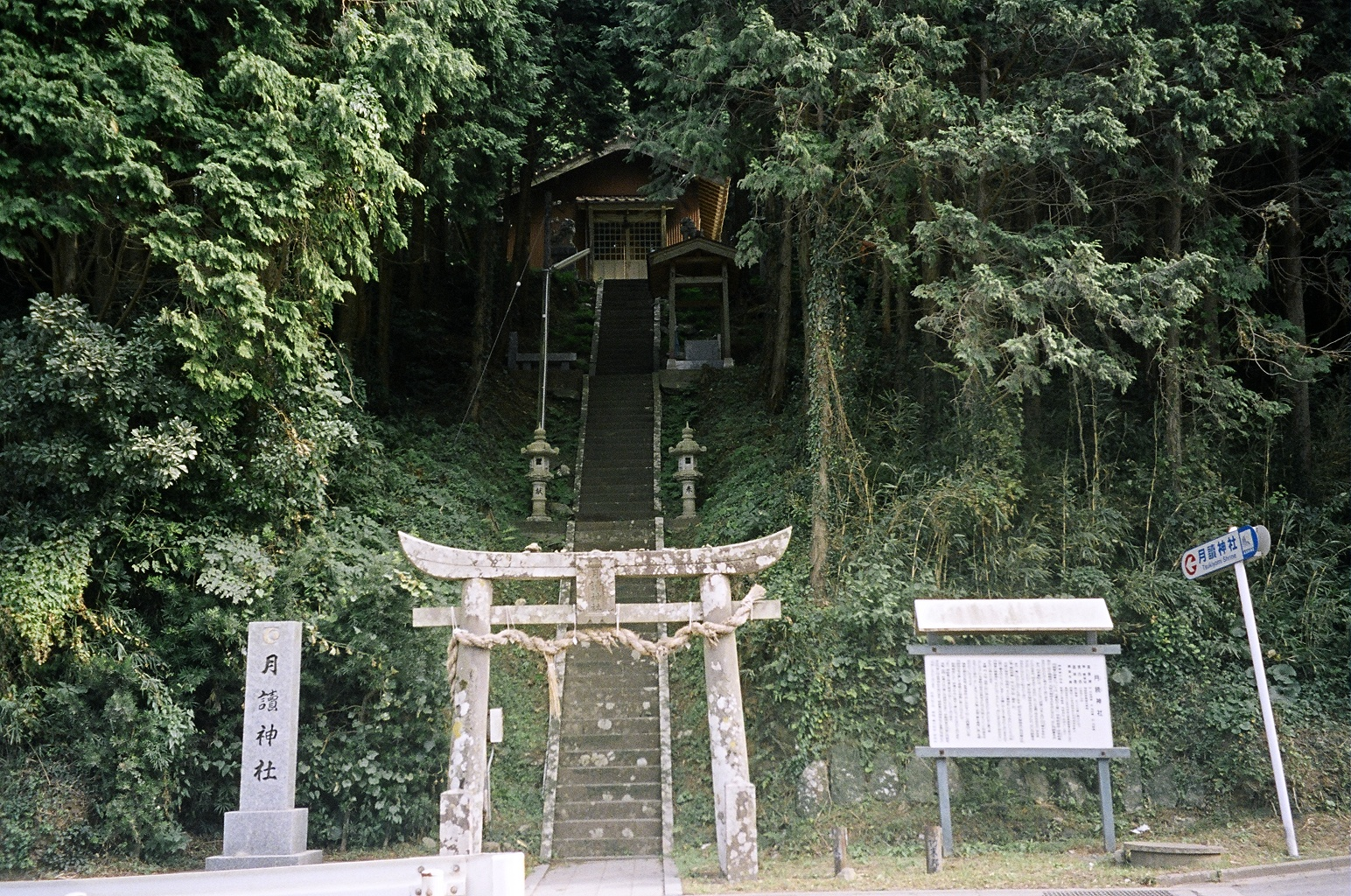
月讀神社（長崎県壱岐市）壱岐島にある元社「月読神社」の論社。

前述のように顕宗天皇3年の記事は壱岐氏の伝承と考えられており、本拠地の壱岐島にある月読神社からの勧請（分祠）を伝えるものとされる。山城への勧請には、中央政権と朝鮮半島との関係において対馬・壱岐の重要視が背景にあるとされる。壱岐・対馬の氏族が卜部として中央の祭祀に携わるようになった時期を併せ考えると、月読神社の実際の創建は6世紀中頃から後半と推測されている。
当初の鎮座地「歌荒樔田」の比定地について、社伝（月読大神宮伝記）では上野説（月読塚が存在した地）・桂里説を挙げるが、他に宇太村説（のちの平安京造営地）・有栖川流域説などの諸説が知られる。『文徳天皇実録』の記述により川辺にあったことが確かとされることから、中でも上野説が有力視されている。

### 概史
史実としては、大宝元年（701年）に「葛野郡月読神」ほか諸神の神稲を中臣氏に給するという記事が初見である。その後、前述のように斉衡3年（856年）に松尾山麓に遷座し、天安3年（859年）には正二位の神階に叙された。
延長5年（927年）成立の『延喜式』神名帳では、山城国葛野郡に「葛野坐月読神社 名神大 月次新嘗」として、名神大社に列するとともに月次祭・新嘗祭で幣帛に預かった旨が記載されている。神名帳では丹波国桑田郡にも小川月神社（京都府亀岡市）の記載があり、大堰川流域における月神信仰の広がりが指摘される。
中世には周辺に「禰宜田」と称する田畑のほか若干の社領を有したが、松尾大社の勢力に押されたと見られている。これらの社領は織田信長入京後も安堵された。
近世には完全に松尾大社に従属化しており、社領として松尾神社神供料1,000余石のうちから月読禰宜分100石1斗、月読祝分16石が配分される立場であった。
明治維新後、1877年（明治10年）3月21日に松尾大社摂社に公式に定められ、現在に至っている。

### 神階
- 天安3年（859年）1月27日、正二位（『日本三代実録』）[原 6] - 表記は「葛野月読神」。
- 延喜6年（906年）、正一位（『月読大神宮伝記』）

### 神職
月読神社の禰宜は、松室氏（まつむろし）が担っている。松室氏は『日本書紀』顕宗天皇3年条に見える押見宿禰を祖とするといわれ、壱岐氏（いきうじ、壱岐県主のち壱岐直）の後裔とされる。この壱岐氏について、『新撰姓氏録』では壱伎直条に「天児屋命九世孫の雷大臣の後」として、中臣氏（天児屋命後裔）系であるかのような記載があるが、これは壱岐氏が卜部として朝廷に奉祀するにあたって中臣氏に統率されたためと考えられている。このような中臣氏との関係は、大宝元年（701年）に社地を中臣氏に給するという記事にも見える。なお松尾大社や月読神社に伝わる系図によると、月読神社社家は源平時代に松尾社家（秦氏）の女を母とし、秦氏を名乗ったという。
「松室」の名乗りは古くは室町時代の文書に見え、以後現在まで松室氏を称している。

## 境内

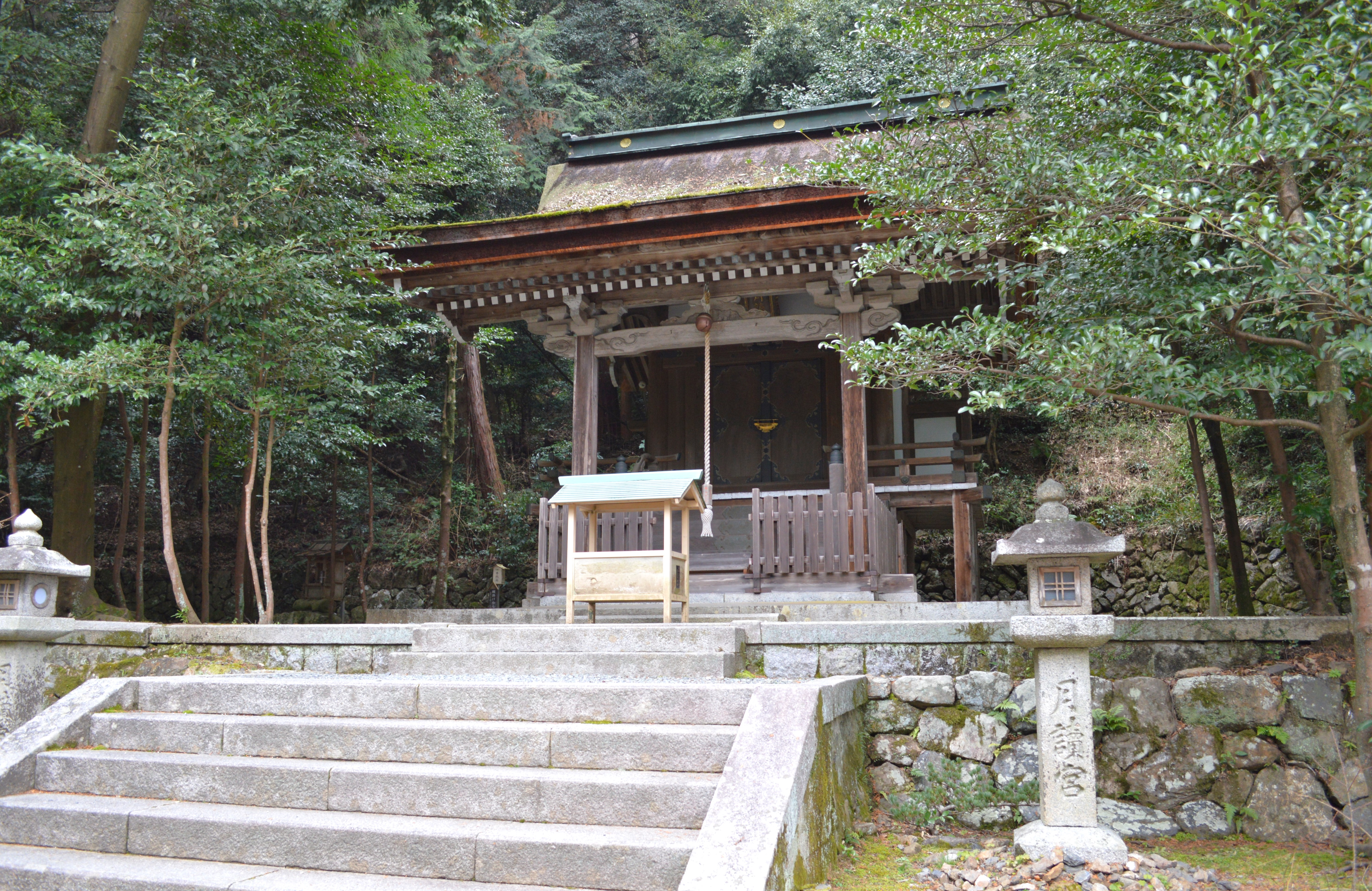
本殿

社地は斉衡3年（856年）記事以来、現在地に位置するとされる。月読神社の京都への勧請に際しては渡来系氏族（特に秦氏）の関わりがあったと考えられており、古代京都の祭祀や渡来文化の考証上重要な神社であるとして、境内は京都市指定史跡に指定されている。なお室町時代初期の「松尾神社境内絵図」によれば、かつての社殿としては本殿・拝殿のほか、假殿・庁屋・講坊・贄殿等があった。
- 本殿 - 流造、屋根は檜皮葺。
- 拝殿 - 入母屋造、屋根は銅板葺[6]。
- 願掛け陰陽石
- 月延石（つきのべいし） - 「安産石」とも呼ばれ、安産の神として信仰されている[11]。『雍州府志』所載の伝説では、この石は元は筑紫にあり、神功皇后が応神天皇を産む際にこの石で腹を撫でて安産し、のち舒明天皇の時に月読神社に奉納されたという[11]。
- 社務所
- 神門

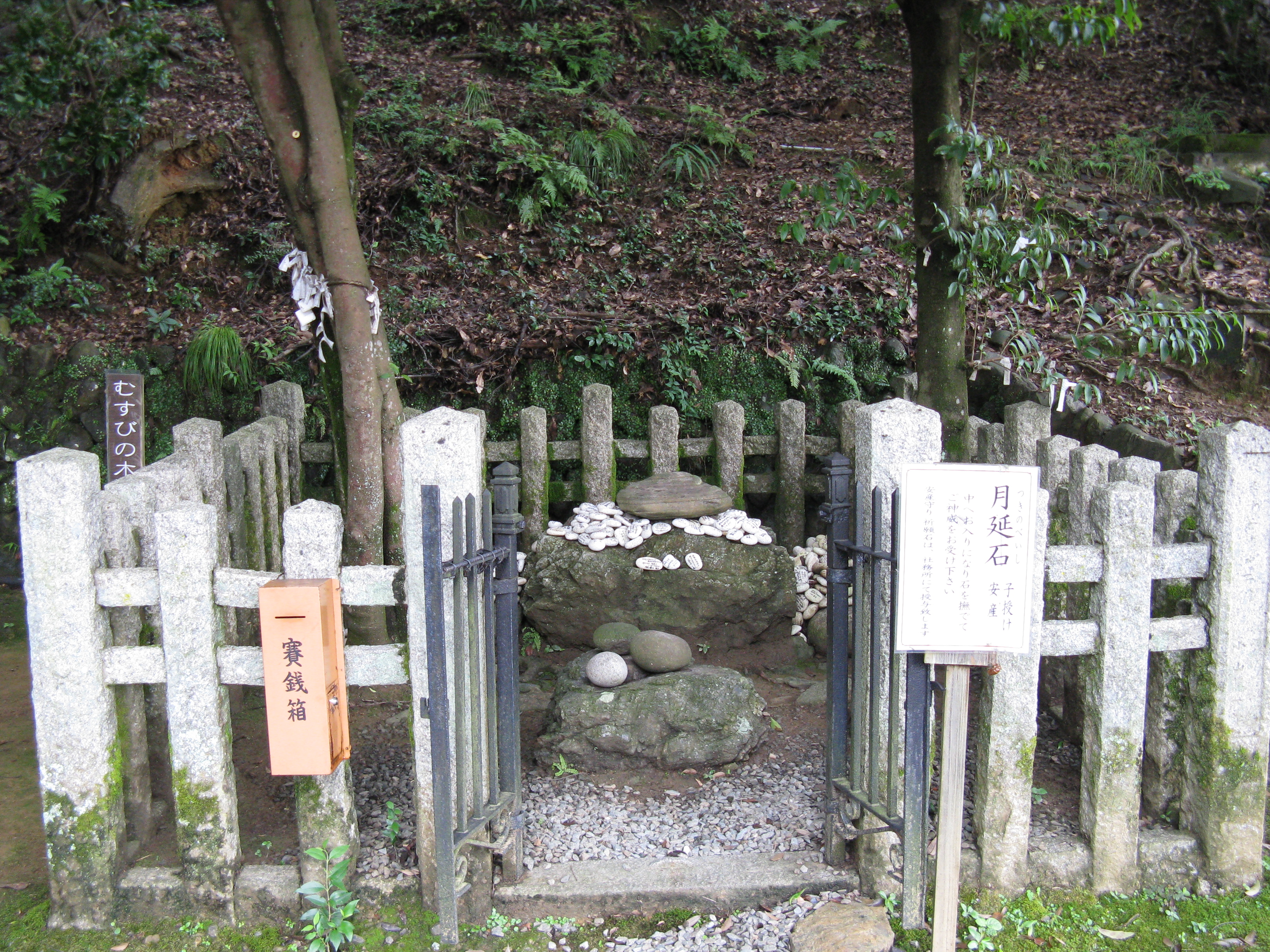
月延石
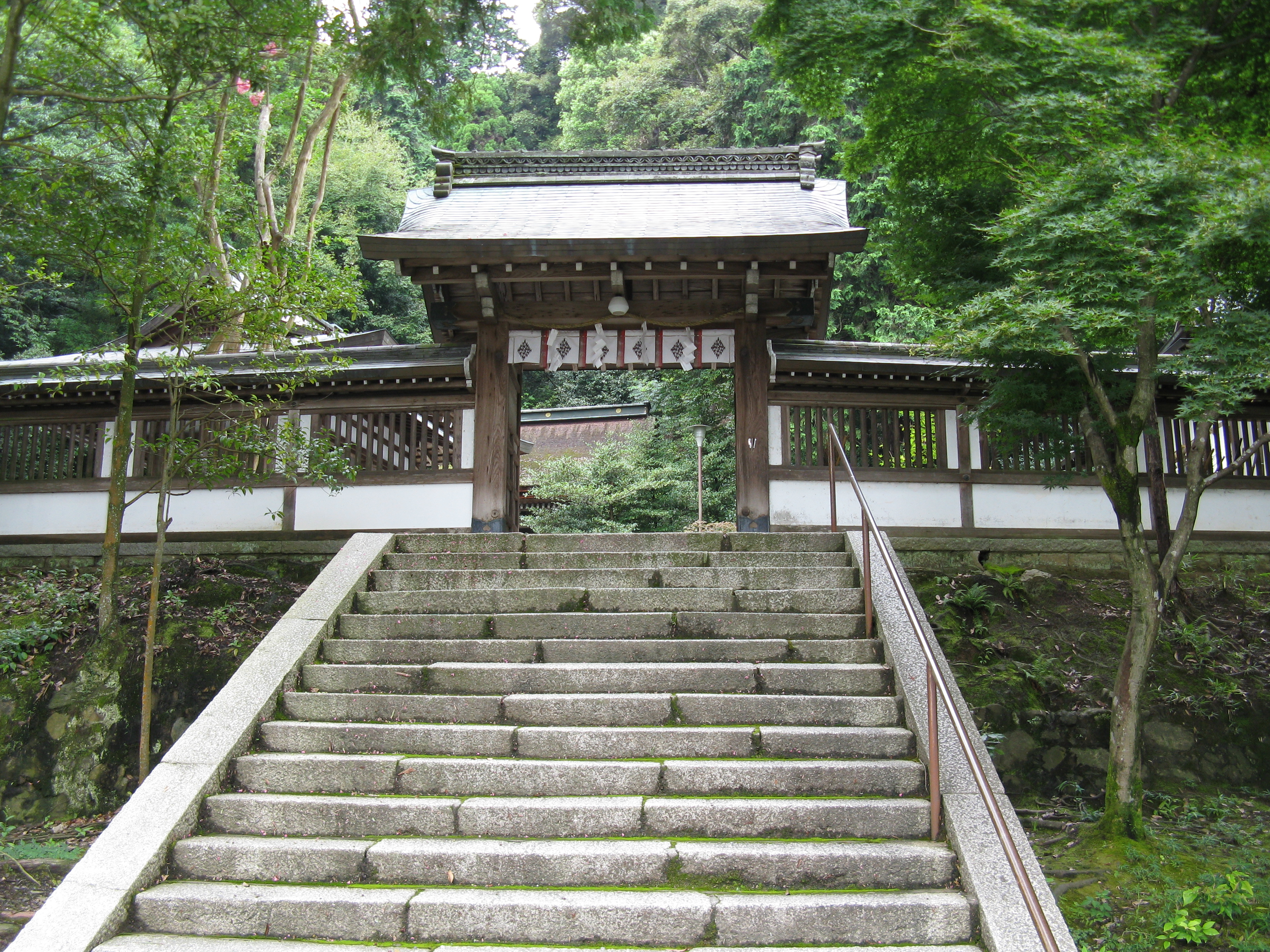
神門

## 摂末社
- 御船社 - 祭神：天鳥舟命。松尾大社の末社にも属している[11]。松尾大社神幸祭の際には、御船社で渡御の安全祈願祭が行われる[11]。
- 聖徳太子社 - 祭神：聖徳太子。月読尊を崇敬した太子の霊を祀ったものという[11]。

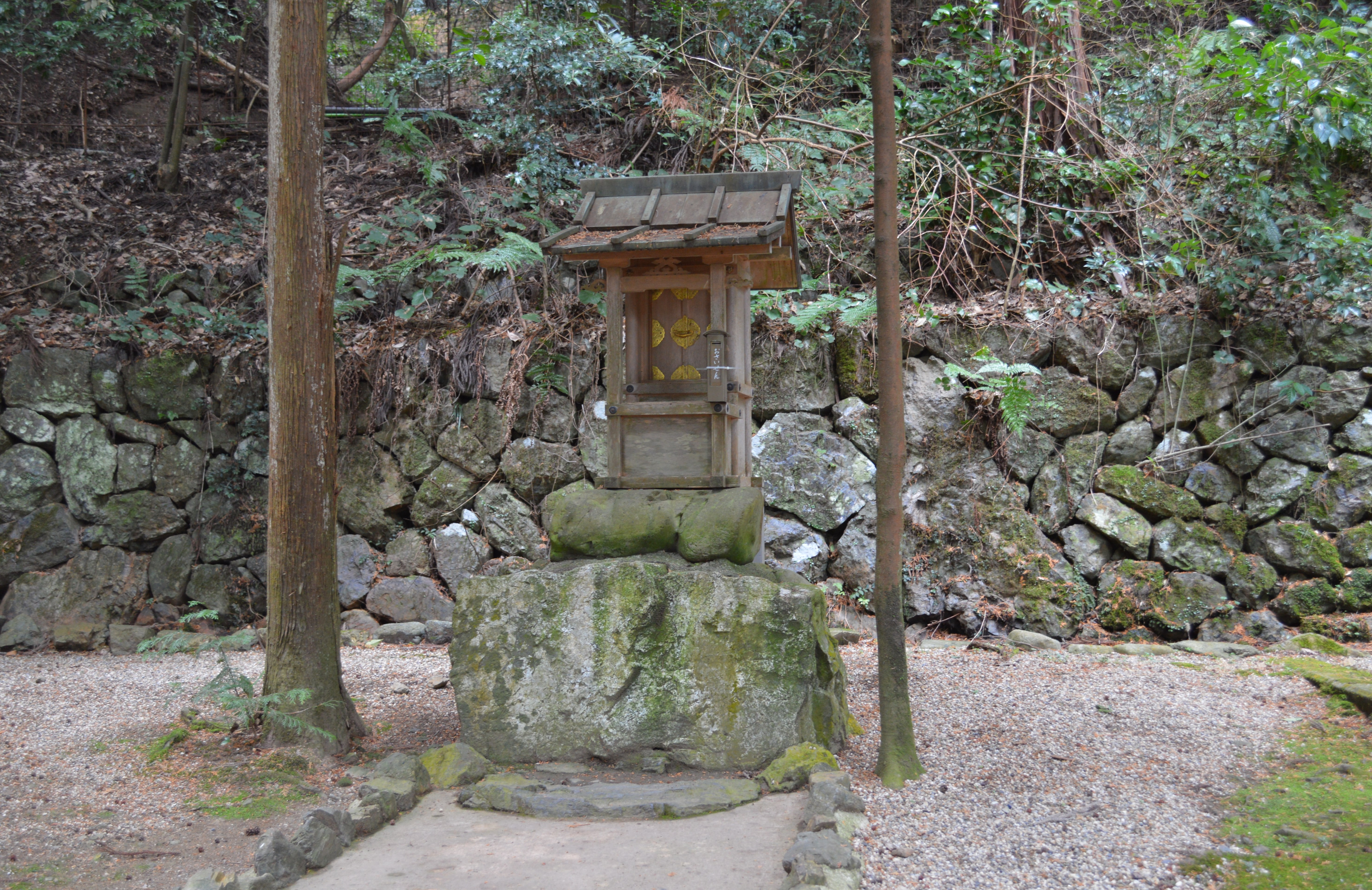
御船社
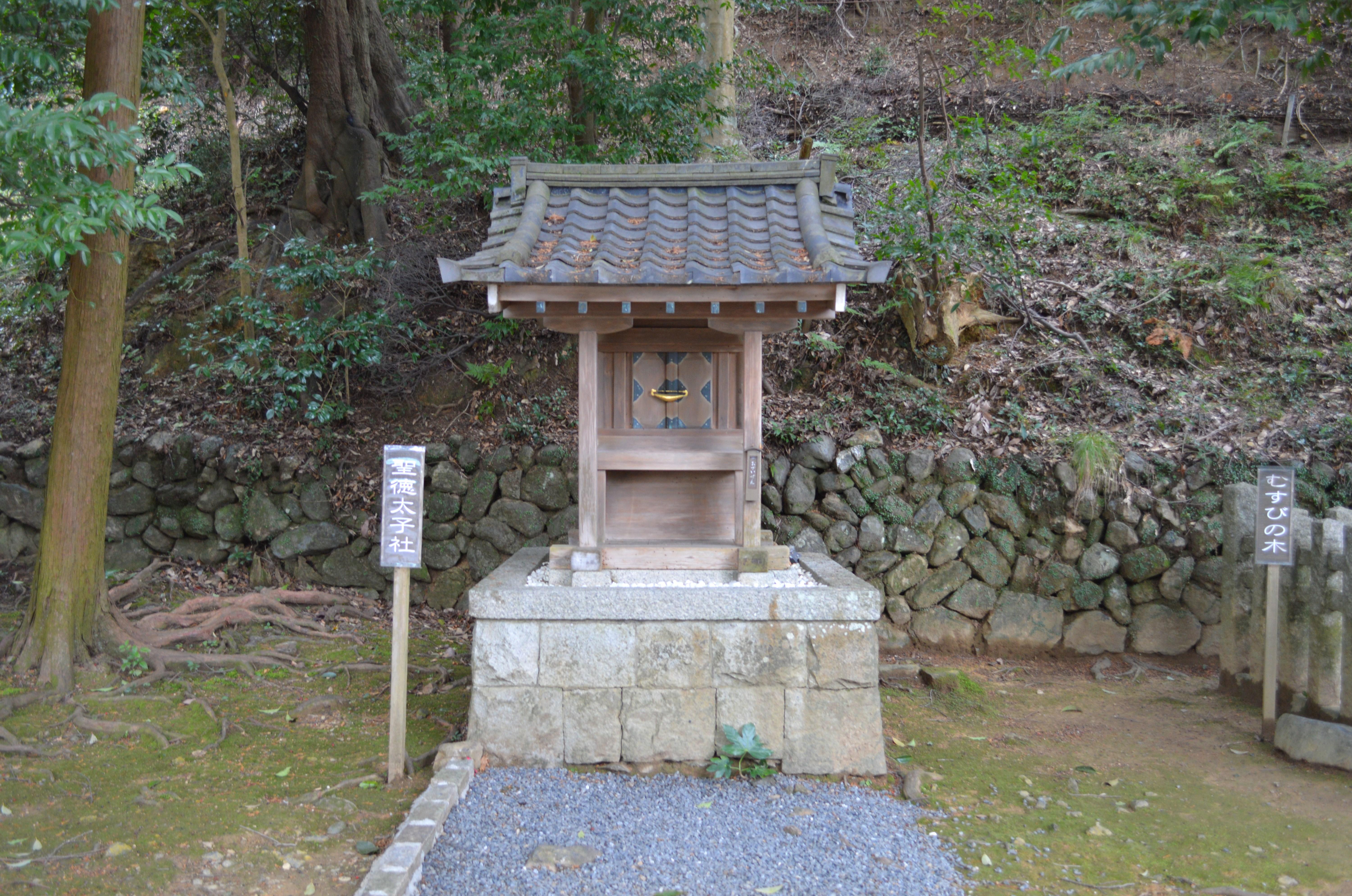
聖徳太子社

## 祭事
- 例祭 （10月3日）[12]
- 御舟社祭 - 松尾大社神幸祭前日に執行。

松尾大社神幸祭では、松尾大社本社や他の松尾七社とともに月読神社も出御するが、月読神社のみ神輿ではなく唐櫃を出すこととなっている。このことについて、伝承ではかつての祭礼で神輿が流されたため唐櫃を使用するという。一方、月読神社境内の御船社の存在とから唐櫃は船を意味するとし、当初から神輿は使用されなかったとしたうえで、唐櫃・御船社のいずれも月読神社の月神が海人により信仰された名残とする説がある。また、還幸祭で御旅所として使用される朱雀御旅所（松尾総神社）では月読尊が祭神に祀られていることから、月読神社で元々行われていた独自祭祀が松尾大社の祭礼に吸収された結果、現在のように松尾祭で御旅所として機能するに至ったとする説もある。

## 文化財

### 京都市指定史跡
- 月読神社境内 - 平成5年4月1日指定[14]。

### その他
松尾大社本社では、平安時代の作とされる3躯の神像（国の重要文化財）が伝えられるが、そのうち壮年男神像は月読尊と伝えられる。また月読神社では神像として女神像1躯が伝えられており、他の松尾大社摂末社の神像と併せて京都府指定文化財に指定され、現在は松尾大社の宝物館に所蔵・展示されている（「松尾大社#文化財」参照）。

## 現地情報
所在地
- 京都府京都市西京区松室山添町15

交通アクセス
- 鉄道：阪急電鉄嵐山線 松尾大社駅 （徒歩約8分）

周辺
- 松尾大社